# Lady Sovereign
 (janvier 2022).
Si vous disposez d'ouvrages ou d'articles de référence ou si vous connaissez des sites web de qualité traitant du thème abordé ici, merci de compléter l'article en donnant les références utiles à sa vérifiabilité et en les liant à la section « Notes et références ».

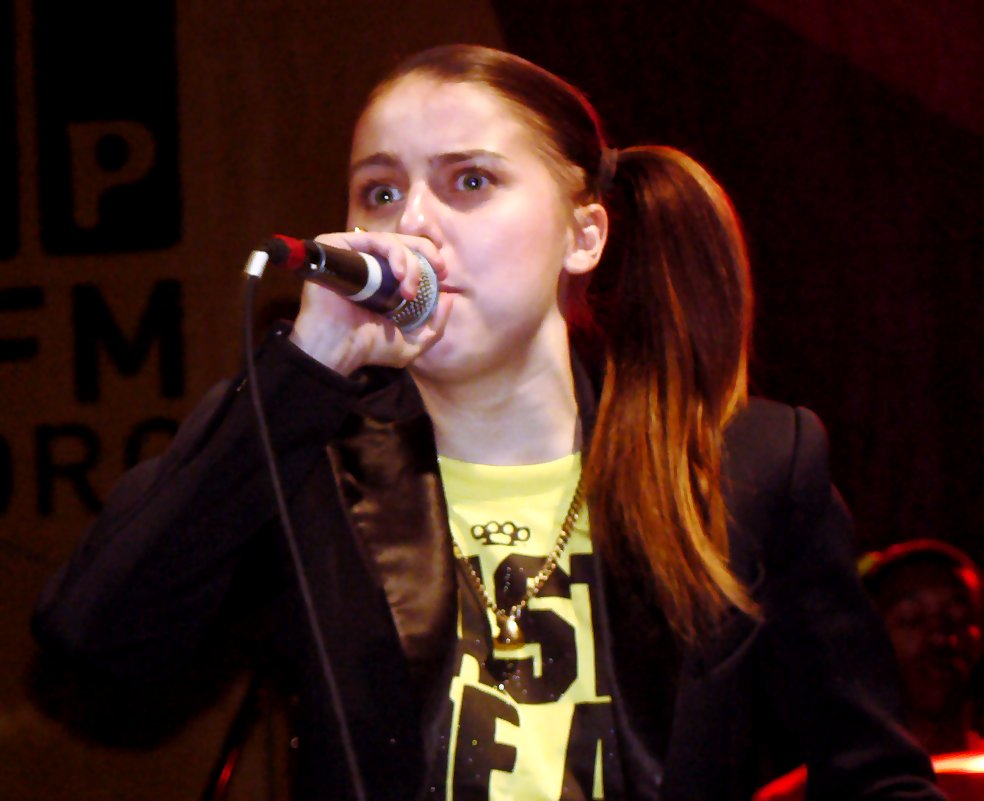
Lady Sovereign

Louise Amanda Harman, alias Lady Sovereign, est une rappeuse anglaise née le 19 décembre 1985. Son titre le plus connu est probablement Love Me or Hate Me.

## Biographie
C'est en écoutant les albums de Zebi de sa mère que Lady Sovereign commence à écrire ses propres chansons. Grandissant dans le dur quartier londonien de Chalkhill Estates, elle baigne dans la scène grime tout en s'inspirant de son milieu. À quatorze ans, elle envoie ses compositions sur le forum de So Solid Crew et rencontre son DJ, Frampster. Quittant l'école deux ans plus tard, elle obtient un rôle dans un film éducatif traitant de la vie d'une rappeuse en ascension et réussit à convaincre les producteurs qu'elle peut en composer la bande originale. 
Alors que les maquettes aboutissent dans les mains de Medasyn, le producteur partage sa découverte avec Frost P, Zuz Rock et Shystie tout en imaginant une chanson où hommes et femmes s'affronteraient. Lancé en 2003, The Battle propulse la demoiselle à l'avant-scène tandis qu'Internet fait croître sa popularité. Après la sortie du single Hoodie, elle propose l'EP Vertically Challenged (en) puis rencontre Jay-Z qui, flanqué d'Usher et L.A. Reid, lui demande d'improviser un rap avant de la signer chez Def Jam. Première partie de D12, The Streets ou Basement Jaxx, suscitant l'intérêt de Missy Elliott comme des Neptunes, la jeune fille laisse toujours à voir et entendre des shows époustouflants de charisme et de maîtrise.
Âgée d'à peine 21 ans et définitivement plus à l'aise en baskets qu'en talons hauts, Lady Sovereign avait sorti Public Warning en 2006 qui avait fait plus de 250 000 ventes d'albums sans promo dès la première semaine.
Dans une interview en 2010 avec Diva magazine, Lady Sovereign a dit qu'elle sortait comme une lesbienne lors de Celebrity Big Brother, mais il ne se retrouve pas dans le spectacle diffusion,,.

## Discographie
Albums
- 2005 - Vertically Challenged
- 2006 - Public Warning
- 2009 - Jigsaw (en)

EP
- 2005 - Vertically Challenged
- 2006 - Size Don't Matter (Promo EP)
- 2006 - Blah Blah

Singles
- 2004 - Ch Ching (Cheque 1 2)
- 2005 - Hoodie
- 2005 - Random (en)
- 2005 - 9 to 5
- 2006 - Nine2Five
- 2006 - Love Me Or Hate Me
- 2007 - Those Were The Days
- 2008 - I Got You Dancing
- 2009 - So Human

Singles promotionnels
- 2004 - The Battle (feat. Frost P., Shystie & Zuz Rock)
- 2005 - A Little Bit Of Shhh
- 2006 - Blah Blah (feat. Kalie Burgess)
- 2009 - So Human